# Kalliosaari (ö i Jyväskylä, Korpilax, Ryhinselkä)
Kalliosaari är en ö i Finland. Den ligger i sjön Päijänne och i kommunen Jyväskylä i den ekonomiska regionen  Jyväskylä  och landskapet Mellersta Finland, i den södra delen av landet, 200 km norr om huvudstaden Helsingfors. Öns area är 11 hektar och dess största längd är 0,6 kilometer i nord-sydlig riktning.